# Areal, Brazilia

Areal este un oraș din unitatea federativă Rio de Janeiro, Brazilia. 